# Código Sanitario de Chile
El Código Sanitario es el cuerpo legal que establece la normativa relacionada con el fomento, protección y recuperación de la salud de los habitantes de Chile, con excepción de los temas sometidos a otras leyes.
El primer Código Sanitario de Chile fue publicado el 22 de junio de 1918, el cual instauró una autoridad unipersonal de salud con facultades ejecutivas, y creó la Dirección General de Sanidad y otros organismos sanitarios. El segundo código fue publicado el 15 de mayo de 1931. En 1967 sufrió una reformulación completa, transformándose en el Código actual, que rige desde el 31 de enero de 1968, aunque ha sido sometido a posteriores modificaciones.
Entre 1931 y la década de 1980, el Código regulaba el ejercicio del aborto terapéutico, en su artículo 119. Esta disposición fue modificada por la Ley 18.826, del 15 de septiembre de 1989, durante la dictadura militar, por estimarse que era contraria a la Constitución de 1980. Actualmente, el aborto en Chile está regulado por ley de 3 causales, siendo violación, inviabilidad fetal y riesgo vital de la madre, los 3 casos donde se permite el procedimiento de aborto. 
Libro V de este Código, trata del ejercicio de la medicina y profesiones afines. A pesar de los esfuerzos por regular el ejercicio de las profesiones sanitarias, existen profesiones que no tienen la descripción de sus roles definidos.  